# Толмачев, Яков Васильевич
Яков Васильевич Толмачев  (1779—1873) — русский филолог; профессор Петербургского университета, автор учебников по словесности и красноречию.

## Биография
Родился 6 (17) октября 1779 года в слободе Липцы, Харьковского уезда Харьковской губернии. Как вспоминал Я. В. Толмачев, его прадед был дворянином, переселившимся из-под Курска в Харьковскую губернию и ставшим здесь священником. Отец его был дьячком церкви (с 1789 года — священником).  
Как лучший ученик Харьковского коллегиума, где он учился с 1793 года, в 1799 году Яков Толмачев был направлен в Киевскую духовную академию. По окончании курса в академии в 1803 году был определён в Харьковский коллегиум, где преподавал разные предметы: пиитику, математику, греческий, латинский и французский язык. Здесь Я. В. Толмачев составил учебник «Русская поэзия», изданный И. И. Глазуновым в Москве в 1805 году. Затем последовали четыре издания французской грамматики. По предложению ректора Харьковского университета И. С. Рижского Толмачевым были переведены с латинского языка «Логика», «Метафизика» и «Нравственная философия» Ф. Х. Баумейстера, также изданные Глазуновым.
В январе 1809 году Толмачев был вызван в Санкт-Петербург и назначен преподавателем русского языка в семинарии, а затем — в академии.
Летом 1814 года, по предложению В. В. Капниста, он перешёл на службу в Министерство народного просвещения — секретарём А. К. Разумовского. В 1816 году Толмачев был назначен ординарным профессором Главного педагогического института на новую кафедру русской словесности, а по преобразовании института в 1819 году в Петербургский университет сохранил за собой кафедру; в 1826 году был выбран деканом историко-филологического факультета. Также он преподавал в Благородном пансионе при университете. В университете профессор Толмачев читал курсы «Критической истории произведений русской словесности», «Теорию слога и разных родов прозаических сочинений», «Об изящном», а в 1830 году — «Науку языковедения». 
В 1823—1829 годах состоял преподавателем военного слога в школе гвардейских прапорщиков, для которой он составил учебник «Военное красноречие» (1825). За этот учебник, посвященный императору Александру I, в 1826 году получил бриллиантовый перстень.
В 1831 году, ещё до начала университетской реформы, по представлению попечителя учебного округа, Толмачев был уволен как «лишенный педагогических способностей». В 1839 году был назначен учителем русского языка герцога Лейхтенбергского.
В 1818—1819 годах исправлял должность цензора печатных книг, в их числе была 6-я часть басен И. А. Крылова.
Был награжден орденом Св. Анны 2-й степени в 1828 году. На следующий год произведён в статские советники.
Умер в 1873 году.
Развивая свою теорию в направлении, заданном А. Ф. Мерзляковым, Толмачев разделял понятия словесность, красноречие и витийство: словесность — «природная, обыкновенная способность изъяснять свои мысли и чувствования голосом»; красноречие — «способность, показывающая отличное искусство выражать оное ясно и красиво»; витийство — «способность <…> выражать сильно и убедительно». Способность получается человеком от природы, а «искусство <…> приобретается наукою: сию науку называют риторикою».
По воспоминаниям И. И. Панаева, учившемся у него в Благородном пансионе при университете:

… Яков Васильевич питал закоренелую ненависть ко всему живому и современному.
Он упорно остановился на Державине и даже неохотно упоминал о Батюшкове и о Жуковском. Карамзина он уважал за его историю, и то более потому, что Карамзин читал первые её главы августейшим лицам и был признан официально историографом. <…>
Когда мы заговаривали с ним о Пушкине или декламировали его стихи, он махал рукою и перебивал, затыкая уши:
— Перестаньте! перестаньте! это все пустяки и побрякушки: ничего возвышенного, ничего нравственного… и кто вам дает читать такие книги?…
О Полевом он не мог слышать равнодушно…
— Панаев И. И. Литературные воспоминания